# Personaggi di Martin Mystère
Elenco dei personaggi di Martin Mystère, fumetto edito della Sergio Bonelli Editore.

## Personaggi principali

### Martin Mystère
Martin Jacques Mystère è il protagonista della serie, uno studioso che si occupa dei fatti apparentemente impossibili, ritenuti inspiegabili dalla "scienza ufficiale" e facilmente rimossi.

### Java
Java è un personaggio ideato da Alfredo Castelli e realizzato graficamente da Giancarlo Alessandrini ed esordito nel primo numero della serie, nel 1982. Java è il miglior amico nonché assistente personale del Professor Mystère.  Appare in quasi tutti gli albi della serie. Java è un autentico uomo di Neanderthal ritrovato da Martin nella Città delle Ombre Diafane, che sorge in un'inaccessibile valle della Mongolia, dove sopravvive l'ultima tribù della sua specie. Java si esprime a grugniti, che il professor Mystère è in grado di comprendere perfettamente (e così anche altri personaggi a lui vicini, tra cui Diana Lombard), e tramite il linguaggio dei segni. Java è un Homo neanderthalensis, specie di Homo considerata estinta dalla comunità scientifica, dotato di una intelligenza spiccata ma anche diversa da quella di un normale Homo sapiens, che gli permette un'ottima perspicacia anche di fenomeni non intelligibili da altri, e che gli garantisce di imparare nuove nozioni e adattarsi a nuovi ambienti con estrema rapidità, se fornito dei giusti stimoli. Non possiede gli organi fonatori adatti per articolare delle parole e pertanto non parla ma ha appreso l'inglese che sa scrivere. Inoltre è dotato di un senso istintivo che gli permette di comprendere la natura di persone o di eventi da minimi dettagli difficilmente identificabili da un uomo contemporaneo; ha dei sensi notevolmente sviluppati che gli permettono di identificare e seguire una traccia olfattiva per chilometri, di udire suoni difficilmente udibili da altri o di identificare orme o altri segnali di passaggio di animali o di persone da dettagli quasi invisibili all'occhio di un comune essere umano dei nostri giorni. Java è inoltre un uomo estremamente pacifico, che perpetua una caratteristica tipica della specie neanderthaliana, peculiarmente non violenta; dimostra di avere una forza notevole e decisamente oltre il consueto, tanto da permettergli di spezzare catene d'acciaio o di fronteggiare un buon numero di avversari in combattimento. È poi dotato di sensibilità e cultura, curiosità e ironia, che lo rendono affine e complementare al suo inseparabile amico Martin. Conduce una discreta vita sentimentale, risultando particolarmente attraente per le donne del giorno d'oggi. Divenne il capo della tribù (Java o Jah-Wah è appunto un'approssimazione del verso con cui viene indicato il capotribù, che Martin Mystère durante il loro primo incontro scambia erroneamente per il nome del neandertaliano), guidando una ribellione contro il precedente capotribù, che gli aveva ucciso la moglie, il figlio e i genitori. Nel 1978 abbandona il luogo di origine per seguire Martin Mystère nella civiltà, al fine di rintracciare l'uomo che aveva ucciso la sua compagna e nel 1979 diventa cittadino americano con l'identità di J. Java, "nato a Ulan Bator nel 1947".
Sposatosi il 1º maggio del 2008 con Maria Ossowiecki, una esper reincarnazione della regina di Saba, rimane nuovamente vedovo dopo poche settimane, quando questa muore in seguito ad un'evocazione esoterica.
Nella versione del personaggio realizzata per la serie animata, Java è in grado di parlare, anche se in modo molto rozzo ed è doppiato da Massimiliano Plinio, identificandosi in terza persona, tutti fatti non riferibili alle caratteristiche del personaggio del fumetto.

### Diana Lombard
Diana Lombard Mystère è la compagna di vita di Mystère. Dopo essere stata un'eterna fidanzata, i lettori della serie hanno appreso nel numero del ventennale della testata che i due si erano sposati il 14 dicembre 1995, in gran segreto.

## Antagonisti

### Uomini in nero
Gli Uomini in nero sono una setta che, fin dagli albori della civiltà, distrugge tutto quanto è "diverso" e potrebbe sconvolgere il modo di pensare della gente: le prove dell'esistenza degli Ufo, le prove dell'esistenza di una civiltà evoluta precedente alla nostra, i reperti storici e scientifici che non coincidono con quanto è comunemente accettato dalle discipline ufficiali. Sono infiltrati ad alto livello in organizzazioni politiche, industriali, culturali, religiose, e plasmano di nascosto l'andamento della storia. Devono il loro nome al fatto che, durante le loro missioni, indossano completi, cravatte e occhiali neri. Per un certo periodo, il padre di Martin Mystère ha fatto parte degli Uomini in Nero, credendo che i loro scopi fossero positivi; poi, quando ha scoperto la vera natura della setta, si è ribellato e l'ha abbandonata. Il giorno dopo è morto insieme alla moglie in un misterioso incidente aereo.

### Sergej Orloff
Sergej Orloff, un tempo amico e collega di Martin, è stato per anni la sua principale nemesi; divenne poi un personaggio più complesso ed enigmatico, sospeso tra bene e male. Esordì nel 1982, ideato da Alfredo Castelli e realizzato graficamente da Giancarlo Alessandrini. Per molto tempo Sergej e Martin sono stati amici e colleghi e allievi del maestro Kut Humi, che ha donato loro le armi a raggi. In seguito, per ragioni mai ben precisate, Orloff ha volto la sua intelligenza al male. Compare per la prima volta nella storia contenuta nel secondo albo della collana, La vendetta di Râ, che inizialmente doveva essere la prima pubblicata. Inizialmente il suo aspetto è molto caratterizzato: porta una maschera per coprire metà del viso, rimasto sfigurato a seguito di un incendio; a compensare la perdita di un braccio (nello stesso incidente), gli è stato innestato un arto meccanico che, in sostituzione della mano, termina nell'arma a raggi. Successivamente l'aspetto diviene quello di una persona normale (cambio giustificato con un'operazione di chirurgia plastica) con un normale arto artificiale. In tutto il mondo è considerato un rispettabile uomo d'affari che ha abbandonato l'archeologia a causa di un incidente. È, infatti, il presidente della S.O. Communications (Sergej Orloff Communications), società con sede a Ginevra che ufficialmente si occupa dell'installazione di telefoni e telegrafi, ma che controlla molti uomini potenti che all'occorrenza coprono le infrazioni di Orloff. In "Xanadu", uno degli albi giganti della serie, si viene a sapere che Orloff aveva già da qualche tempo subito con successo un intervento di plastica facciale, ma ne aveva perso il ricordo a causa dei negativi effetti dell'arma a raggi. Nello stesso albo perde l'arma a raggi. Ora è un personaggio più complesso ed enigmatico, sospeso tra bene e male. Più volte si è trovato a collaborare con Mystère, salvandogli perfino la vita.

### Mister Jinx
Mister Jinx è uno dei principali nemici di Martin Mystère, comparso in più storie della serie regolare e degli almanacchi. Il personaggio e la sua tecnologia per il trasferimento della mente, compaiono anche saltuariamente su Nathan Never.
Ricorda l'attore Burgess Meredith e, principalmente, Mefistofele, il diavolo nel Faust: ha una barbetta a pizzo, delle folte sopracciglia e, a detta di Travis, si muove con movimenti scattanti. Jinx, infatti, è uno dei modi con cui viene chiamato il diavolo.
In giovane età si faceva chiamare Smith (nome probabilmente falso) ed era un chimico dilettante ma abbastanza esperto che faceva l'assistente del dottor John Irving Bentley a Coudersport. John Bentley scoprì un siero capace di accelerare i ritmi metabolici di un essere umano e, dopo averlo sperimentato su sé stesso, decise di donarlo all'accademia americana per le scienze, per metterlo a disposizione di tutta l'umanità. Il giovane Jinx, interessato alle applicazioni commerciali del siero, ne iniettò un'intera siringa nel braccio del dottore, che cominciò a sentirsi male e, in seguito, prese fuoco. Difatti un'overdose del siero crea un'eccessiva accelerazione molecolare che genera calore, consumando in pochi istanti un corpo umano. In alcuni individui anche una dose normale genera lo stesso effetto, ma in ritardo. Col passare degli anni Mr. Jinx fondò una società, la Zero Time inc. o Tempo Zero Srl., che consisteva in una singola base nascosta nella Evergreen Canned Food, una fabbrica poco lontana da New York. Qui, dei facoltosi clienti, pagando un'alta somma di denaro, avevano l'occasione di trascorrere un apparente mese di riposo in un solo giorno, grazie all'applicazione del siero di Bentley. Undici fra questi, come Thomas J. Fowley, tornati nella realtà, presero fuoco, dato che erano fra quegli individui a cui una dose normale di siero poteva risultare fatale. A causa di questo pericolo Mister Jinx preferì mantenere segreta l'esistenza di Tempo Zero. Inseguendo Martin Mystère per ucciderlo Jinx precipitò con la sua auto in un dirupo, ma si salvò venendo sbalzato fuori e atterrando in un cespuglio prima che il mezzo prendesse fuoco. La base di Tempo Zero venne, in seguito, smantellata.
Due anni dopo raggiunse un rifugio segreto che costruì nei sotterranei di Brooklyn in previsione di situazioni difficili. Tra i clienti di Tempo Zero c'era un certo professor Samuel Eulemberg intento ad usare le ore in più per portare avanti gli studi su un suo progetto: la possibilità di copiare i ricordi interi di una persona su un bio-computer, ossia un computer che al posto di microchip utilizza proteine viventi ed è quindi in grado di memorizzare molti più dati di un computer normale. Jinx venne a sapere di questo progetto, dato che durante le ore di sonno dei suoi clienti un gruppo di spie fotografava carte o atteggiamenti compromettenti che gli sarebbero potuti tornare utili in futuro. Diede così il via all'"Operazione Dorian Gray" dando la possibilità ai suoi nuovi facoltosi clienti di comprarsi l'eterna giovinezza trasferendo le loro memorie in un nuovo corpo giovane e sano. Martin Mystère venne casualmente coinvolto nella vicenda e Jinx ne approfittò per prendersi la sua vendetta, rapendolo e trasferendo una copia della sua mente nel corpo di Alfie Doolittle, un vecchio barbone alcolizzato che raggiunse per caso il rifugio sotterraneo. Tentò, inoltre, di trasferire i ricordi di un suo cliente, il ricco industriale Reginald Rockford, nel corpo più giovane di Mystère, ma prima del trasferimento scattò un allarme: era la polizia che grazie ad una mappa trovata nella giacca di Alfie (che nel frattempo era riuscito a raggiungere Travis, Java e Diana) aveva scoperto il nascondiglio di Jinx. Poco prima che la polizia riuscisse a sfondare la porta, Mr. Jinx sparò alla sua assistente Lorelei, trasferì la sua mente nel corpo di Rockford e si suicidò, ma, dato che aveva solo due proiettili, non riuscì ad uccidere Martin Mystere. Mr. Jinx nel corpo di Rockford, ne prese il posto all'interno della "Rockford Enterprises".
Attuando lo stesso sistema trasferì le sue memorie varie volte in corpi più giovani ogni volta che il corpo precedente diveniva vecchio e così poté continuare a vivere in teoria in eterno, difatti una versione "futura" del personaggio compare anche in Nathan Never.

### Mabus
Algernon Mabus è un satanista, occultista e demone incarnato inglese. Nel tempo ha cercato in vari modi di aprire un varco verso l'inferno o di far cominciare un "nuovo regno" sulla Terra, spesso utilizzando come nome un anagramma di "Algernon Mabus". Nelle parole del Professor Aldridge, «non è un uomo», ma «qualcosa di connaturato con l'essenza stessa del male». Nell'aldilà quelli come lui vengono chiamati «disincarnati» e «poiché non sono nati non possono morire».
Nel 1586 Mabus venne in contatto con Christopher Marlowe al quale promise di donare "il potere delle parole", la capacità di affascinare le persone con la scrittura, in cambio di un lavoro da compiere per lui in futuro. Infatti nel 1591, dopo cinque anni, si fece rivedere e chiese a Marlowe di rubare un diario a Walter Raleigh relativo alla sua spedizione nell'isola di Roanoke avvenuta nel 1584. Lo scrittore, però, non gli consegnò il diario e tentò di farlo arrestare con l'accusa di praticare la magia nera. Mabus riuscì a fuggire mentre Marlowe consegnò il diario all'amico poeta Thomas Watson. La tragica storia del Dottor Faust, opera teatrale che narra di un uomo che fa un patto col diavolo, sarebbe stata ispirata da questi eventi.
Nel 1781 Mabus collaborò con l'esercito britannico tentando di svolgere un rito nei pressi di un megalite nell'isola di Roanoke, in America, per evocare una creatura infernale da usare per sedare la rivoluzione. Tuttavia, a causa della assenza del diario di Raleigh, dell'intervento di Amanda Janosz e di Jean-Louis Bientôt (tra i fondatori di Altrove) e dell'attacco dell'esercito continentale, non riuscì a completarlo e fuggì.
Tornato in Inghilterra, nel 1793 diresse l'erezione di alcuni muri di confino a Londra atti a isolare un quartiere noto come Neverland, il cuore dei movimenti rivoluzionari le cui idee, provenienti dalla Francia, rischiavano di diffondersi in tutta la nazione.
Nel 1801, sempre a Londra, Mabus trovò il diario di Walter Raleigh, in un baule pieno di libri antichi rinvenuto da un uomo che poi uccise. Grazie al diario scoprì che il luogo esatto in cui svolgere il rito per evocare la creatura infernale si trovava sotto il megalite e non in superficie come credette nel 1781. Così, nel 1803, tornò nell'isola di Roanoke e nel sotterraneo, in cui convergevano numerose correnti di energia, riuscì a evocare il demone Cernunnos. Nelle intenzioni di Mabus vi era quella di trasferire il comando del mostro a Lord Babington (il figlio dell'ufficiale che organizzò il rito nel 1781) per permettergli di combattere una controrivoluzione, mentre lui finalmente avrebbe potuto aprire un varco per il regno degli inferi. Tuttavia i loro piani vennero interrotti da James Mackenzie, agente speciale del governo britannico, e da Amanda Janosz. La potente maga Neftis, tramite Amanda, assunse il controllo del demone obbligandolo a catturare Mabus e a portarlo con sé nell'inferno, mentre Mackenzie uccise Lord Babington.
Prima della seconda guerra mondiale era stato condannato per omicidio. Collaborò con i servizi segreti inglesi evocando Belzebù, il signore delle mosche, in seguito ad un lungo e complicato rito: uno sciame di insetti avvolse Abrogast, un mago al servizio di Hitler che rintracciò per lui alcuni oggetti magici, e in pochi minuti fu ridotto a brandelli. Per questi misteriosi "servigi resi alla nazione" Mabus fu scagionato e liberato.
Nel 1976, utilizzando il nome di Samael G. Unborn, entrò a far parte degli ambienti benestanti del Surrey, raccontando storie macabre nei salotti con una tale ricchezza di particolari da far credere che le avesse vissute in prima persona. Qui vide per la prima volta Diana Lombard, la futura moglie di Martin Mystère, che secondo lui era «predisposta», ma quando cercò di farle prendere parte ad un rito ella riuscì a scappare. Diana sarebbe stata la prescelta per dare alla luce un "piccolo Re" che i seguaci di Mabus avrebbero adorato come un dio e che avrebbe fatto cominciare un "nuovo regno". La cerimonia sarebbe dovuta essere solo preparatoria, ma la fuga di lei lo costrinse a cambiare i suoi piani. Nel 1978 tentò di svolgere un rito nella metropolitana di Londra al fine di imboccare una delle numerose gallerie che collegano i vari punti dell'universo e raggiungere l'inferno. Quando Martin Mystère e Dylan Dog cominciarono a battersi fra loro Mabus non riuscì più a controllare le potenze da lui evocate che ridussero a brandelli il suo corpo con degli uncini. Il rito avrebbe dovuto essere quello definitivo per rimediare al fallimento del 1976. Non si compì anche perché non utilizzarono Diana, ma una ragazza non predisposta: se ci fosse stata lei anche l'intervento dei due detective sarebbe stato inutile.
Nel 1990 Mabus si incarnò nel corpo di una donna, Victoria, raggiungendola nella metropolitana di Londra una volta riaperto il varco con l'inferno. Con un esorcismo Dylan Dog riuscì a scacciarlo riportandolo allo stadio di elementale e, dato che fuori dall'ospite non poté resistere, morì.
Nel 1995 tornò a perseguitare Diana utilizzando il nome francese Saul N. Bomanger. Morì nell'esplosione causata dalla Ferrari di Martin Mystère controllata da Aldridge dall'aldilà e scagliata a gran velocità contro un distributore di benzina dove stava facendo rifornimento.
Nel 2000 una setta riuscì a evocare Mabus e a farlo incarnare nel corpo di Martin Mystère. Tentò un'altra volta di utilizzare Diana per far cominciare il "nuovo regno", ma ella, posseduta dalla dea Kālī, riuscì a scacciarlo e a sconfiggerlo.

## Personaggi minori

### Kut Humi
Kut Humi Lul Singh, un tempo nazista di nome Donitz, è il responsabile dell'iniziazione esoterica di Martin Mystère e di Sergej Orloff, ai quali ha donato le Murchadna.
Era un avventuriero nazista molto ambizioso, spinto dal desiderio di potere e denaro, inviato da Hitler alla ricerca di Shamballa, la capitale di Agarthi. Insieme ad Ashenbach, un altro esploratore spinto solo dal desiderio di conoscenza, riuscì ad accedere alla città e a vedere le varie gallerie che collegano tutti i punti dello spazio e del tempo rendendoli raggiungibili in pochi minuti. Successivamente i due poterono vedere per pochi istanti il Re del Mondo, ma furono colpiti dalla sua aura di santità che li cambiò: Ashenbach, lo studioso, cercò affannosamente di capire cosa contenesse la galleria proibita, Donitz, invece, cominciò a meditare diventando sempre più simile ai guru che abitavano quei luoghi. Dopo molti mesi Ashenbach entrò nella galleria proibita, scoprì che vi era conservato il Graal e lo rubò. Donitz cercò di fermarlo, ma il suo connazionale gli sparò durante un inseguimento. Il suo corpo fu recuperato dai guru di Agarthi e portato nella "caverna degli antichi" dove giacevano i corpi degli antenati ricoperti d'oro, compreso quello di Kut Humi, un maestro della teosofia. Gli fu proposto di continuare a vivere fino al momento in cui avesse compiuto la sua missione, che consistette nell'armare e informare Martin Mystère e Sergej Orloff.
Kut Humi compare anche nel futuro dell'universo narrativo, al tempo di Nathan Never, ricercato dal Martin Mystere robotico, e nel lontano passato di Atlantide, ma non è esplicitato se si tratti dello stesso personaggio raggiunto da epoche differenti o di diverse reincarnazioni con memorie comuni.

### Travis
Travis Travis è un ispettore della Polizia di New York che a volte chiede aiuto a Martin Mystère (che reputa il suo miglior amico) per risolvere dei casi misteriosi.
Conosce Martin Mystère il 14 febbraio 1982, al quale viene indirizzato da un docente del MIT a cui aveva chiesto informazioni sulle armi a raggi.
È nato nel quartiere irlandese di Brooklyn.

### Chris Tower
Christopher Francis Tower, meglio noto come Chris Tower, è l'attuale comandante della base segreta di Altrove, nominato dopo che questa è tornata sotto il controllo degli Stati Uniti.
Era compagno di stanza di Martin Mystère alla Harvard University negli anni sessanta e ha collaborato con Altrove già nel suo primo anno di studi.
Il comando della base gli è stato affidato, inizialmente non senza contrasti con gli apparati militari statunitensi, in quanto in passato aveva già lavorato per la CIA a casi in cui erano presenti fenomeni paranormali.
È sposato con Jane Michener, esperta di biocibernetica e medico di Altrove, e ha due figlie.

### Max Brody
Max Brody è il timido assistente di Chris Tower innamorato di Angie.
Fu selezionato e prelevato direttamente dal college per diventare una recluta della base di Altrove e divenne il primo del suo corso di addestramento.

### Aldous Morrigan
Aldous Morrigan è un mago ultracentenario, capo del dipartimento magico di Altrove. Grazie alla sua età è a conoscenza di molti avvenimenti del passato e, grazie alle sue arti magiche, aiuta spesso in modo determinante gli agenti di Altrove.
Ha un fratello di nome Arthur, anch'egli ultracentenario, ma astronomo e quindi con un carattere completamente opposto. Sono definiti da Chris Tower i "ragazzi irresistibili" perché spesso litigano fra di loro a causa delle loro diverse convinzioni.

### Martin Mystère robotico
Martin Mystère robotico è un robot presente nell'universo di Nathan Never.
Ha le fattezze e i ricordi di Martin Mystère al 1988, recuperati dal computer a proteine viventi di Mister Jinx da un gruppo terroristico. Verrà liberato dall'Agenzia Alfa con la quale collaborerà occasionalmente.

### Ben Maxwell
Ben Maxwell è un australiano ed è stato il comandante di Altrove negli anni trenta e quaranta.
Durante la seconda guerra mondiale, al fine di avvantaggiarsi personalmente, collaborò con i nazisti dai quali si fece costruire una base segreta sotto il deserto centrale australiano. Scoperto, inscenò un finto suicidio grazie ad un suo sosia.
Nella seconda metà del XX secolo prese il controllo dell'Area 51 che usò per scopi personali. In questo periodo dimostrò meno anni di quelli che avrebbe dovuto avere grazie a delle trasfusioni con il sangue dell'immortale Spring Heeled Jack, tenuto prigioniero nella base australiana. Scoperto un'altra volta si rifugiò in questa base che, però, venne distrutta causando la morte di Spring Heeled Jack e, di conseguenza, la fine della sua immortalità.
Provò a conquistare il mondo con il Libro dei tre saggi, un testo di Marsilio Ficino basato sulle conoscenze di tre scienziati di Atlantide, i cui segreti erano noti a Lawrence d'Arabia, Rudolf Hess e Adolf Hitler. Il libro gli avrebbe permesso di condizionare mentalmente le masse, ma fu ucciso dal Mostro di Hegra prima di mettere in atto il suo piano.

### Il Vecchio
Il Vecchio è un anziano bloccato su una sedia a rotelle a capo di una potente setta millenarista dotata di grandi risorse economiche. Cercò di anticipare la fine del mondo in due occasioni convinto così di far cominciare il "millennio felice" descritto da molte profezie.
Nel 1993 tentò di favorire l'avvento dell'Anticristo che, però, venne ucciso da Jaspar.
In seguito tentò di rubare l'involucro di una bomba H che, secondo lui, sarebbe servita ad aprire il nascondiglio della macchina dell'Armageddon. Grazie all'intervento di Martin Mystère gli uomini di Altrove lo recuperano anticipandolo.
Alla fine del 1999 il Vecchio scoprì che a causa un errore di trascrizione per entrare nel nascondiglio della Macchina dell'Armageddon non serviva "la potenza di tre soli" della bomba H, ma il terzo occhio. Rapì, quindi, Sergej Orloff e riuscì ad entrare, ma non possedendo il terzo occhio, quando cercò di avvicinarsi alla Macchina, venne fulminato e fu inglobato da essa.

### Maria Ossowiecki
Maria Ossowiecki è una ragazza dotata di forti poteri extrasensoriali, che è stata la fidanzata e poi moglie di Java.
Nel settembre 1944 a Varsavia, Wrobel, un rabbino, e Balcer, un archeologo, chiesero a Stefan Ossowiecki di sfruttare i suoi poteri psicometrici per risalire al luogo di origine di una statuetta. Ossowiecki, toccando l'oggetto, lo localizzò nel Tempio di Almaqah, nello Yemen, ma venne arrestato dai nazisti poco dopo e fucilato. Diciotto anni dopo Balcer e il magnate dell'industria Von Neurath raggiunsero il tempio, trovarono il Sarcofago di Shams e ne portarono fuori solo il coperchio, ma lo persero a causa di un'irruzione di Mudjahidins che fece scappare il cammello a cui era legato. Nello stesso periodo, a Varsavia, Matteo Ossowiecki, il figlio di Stefan, pose fine ad una relazione con una donna, Anna Krylova, per seguire la sua vocazione di diventare parroco. Ella, per non farlo soffrire, non gli disse di aspettare un bambino da lui che, quando nacque, chiamò come il padre e che sin dall'infanzia manifestò dei poteri psichici anche in modo molto violento. Nel 1970 Matteo, ormai parroco, scoprì da una confessione di Balcer fatta sul letto di morte che fu lui a consegnare suo padre ai nazisti. Disperato, non lo perdonò, rinunciò ai voti e si trasferì in America. Qui conobbe una donna messicana e il 15 ottobre 1978 a Los Angeles nacque sua figlia Maria. Intanto, il fratellastro di Maria, raggiunta l'età di 13 anni, scappò di casa.
Nel 1997 Vlad Balcer, il figlio dell'archeologo, riuscì a recuperare il coperchio perduto. Nello stesso anno Maria venne portata dal padre al Grierson Institute, in California, perché aveva cominciato a manifestare gli stessi poteri del nonno e qui avrebbe potuto imparare a controllarli e a conoscerli meglio. Non molto tempo dopo fu rapita dagli uomini di Vlad, venne drogata, ipnotizzata e portata a New York per ritrovare l'altra parte del sarcofago di pietra. Toccando il coperchio rivisse le sensazioni della Regina di Saba quando, in passato, fu chiusa in esso. Balcer, allora, decise di ripetere lo stesso procedimento, ma Maria, immedesimatasi completamente, acquisì un'enorme forza e riuscì a liberarsi. Fuggita, si rifugiò nella casa di Martin Mystère attratta dalla statuetta usata dal nonno e comprata all'asta da Java. Per capire in che lingua Maria stesse parlando si rivolsero a vari esperti, uno dei quali contattò il figlio del rabbino Wrobel, Ezechia, che capì che era il sabeo-himiarita. I tre allora partirono per Gerusalemme per incontrarlo, continuamente controllati dagli uomini di Balcer. Il rabbino li condusse ad un muro del Tempio di Gerusalemme di Re Salomone, le cui pietre furono cementate fra loro dalla Regina di Saba grazie al suo potere di riflettere la luce del Sole. Con il medesimo potere Maria incenerì uno degli uomini di Balcer che tentò di ucciderli. Nel frattempo fra lei e Java nacque un profondo sentimento, causato anche dalla somiglianza del cavernicolo con il Re Salomone. Grazie ai ricordi della Regina di Saba i quattro riuscirono a raggiungere la stanza del sarcofago, ma furono fermati da Balcer che li legò e iniziò un rito. Grazie ai suoi poteri Maria si liberò, bruciò tutti quanti e fece volare il sarcofago verso il Sole per far riposare in pace l'anima della Regina. Una volta ritornata in sé non si ricordò nulla di ciò che era accaduto. Nel dicembre 1997 ritornarono a New York e Java regalò a Maria la statuetta prima che partisse per la Polonia con il padre.
Nel 1998, Maria stava studiando alla Università della California di Berkeley, quando cominciò a provare un forte legame con Java e a manifestare nuovamente i suoi poteri. Inoltre toccando le mani del padre ebbe una visione di lui che brucia in un incidente stradale. A questo punto decise di tornare al Grierson Institute dove scoprì, stringendogli la mano, che John Greenville, il candidato alla carica di governatore della California, aveva ucciso Wilson, il direttore del Telegraph. In seguito capì che Greenville faceva parte di un complotto, l'Operazione Gengis Khan, che prevedeva la sostituzione del Presidente degli Stati Uniti con un "fantoccio" che avrebbe agito nell'interesse dei cospiratori. Chiamò il padre per farsi portare via dall'istituto, ma, durante il viaggio in macchina, un camion li fece uscire fuori strada. Nell'incidente Matteo morì, ma lei si salvò e si rifugiò in un motel da dove chiamò Java per chiedergli aiuto. Lui la raggiunse ed insieme iniziarono una fuga dai loro inseguitori durante la quale il loro amore si consolidò. Nel frattempo Martin Mystère riuscì a rapire il capo della cospirazione, il Generale Roy Hines, lo obbligò a stringere la mano a Maria che così scoprì la password con la quale accedere ai dati segreti della cospirazione. Questi furono inviati alla Casa Bianca e al Pentagono e l'Operazione Gengis Khan finì.
Nel 2004 Maria ricevette una visita del maggiore russo Olga Petrovna che le chiese di usare i suoi poteri per rintracciare il suo fratellastro Matteo, divenuto nel frattempo un violento assassino, per impedirgli di uccidere una persona molto importante nota come "Numero Uno". Una volta trovato, Matteo uccise i suoi inseguitori, provocò una commozione cerebrale a Java tirandogli un televisore in testa e rapì Maria. Dopo aver scoperto il loro legame di parentela, abbandonò Maria legata in un capanno, ma ella riuscì a mettersi in contatto con Java che si era risvegliato dal coma permettendogli di ritrovarla. Martin Mystère, Olga, Java e Maria raggiunsero la casa del "Numero Uno" e durante lo scontro psichico tra i due fratelli, Matteo fu infilzato da una scheggia di vetro e morì.
Nell'aprile 2008 Java decise di stabilirsi definitivamente a casa di Maria, a San Francisco, che in quel periodo lavorava come consulente al Grierson Institute, e il 1º maggio i due si sposarono nella Little White Wedding Chapel di Las Vegas. In un giorno piovoso Maria investì Arth Wilson, apparentemente un collezionista di libri antichi, ma in realtà complice di un uomo che voleva recuperare il Necronomicon, Arkham. Arth divenne un suo amico e durante una delle sue visite le fece intravedere un medaglione che portava al collo raffigurante lo scudo del caos del Necronomicon che la turbò facendole rivivere per un attimo i ricordi della Regina di Saba. Inoltre, tentò di farle usare i suoi poteri su una pergamena, ma quando lei rifiutò e tentò di andarsene fu bloccata da Arkham. Venne ipnotizzata e si immedesimò nuovamente nella Regina di Saba, fu sedata e portata in aereo a Sana'a, in Yemen, dove le fu fatta toccare la pergamena e le fu messo il medaglione. In seguito, Maria fu portata al tempio di Shams, dove rivelò il Necronomicon, uno zaffiro che, attraversato dalla luce solare, proiettò le parole del libro sulle pareti. Vedendo Java, rapito e legato dagli uomini di Arkham, riconobbe in lui il re Salomone e risvegliò le anime di coloro che morirono in quel tempio nel 1997 che uccisero tutti tranne Arkham, protetto dal medaglione. Terminata la tempesta psichica Maria morì a causa degli sforzi sopportati. In seguito Arth Wilson, riuscì a mettere in atto un rito per risvegliare il demone Cthulhu, ma venne bloccato da Java guidato dallo spirito di Maria.
Il suo spirito ritornò ulteriormente sotto l'aspetto illusorio di Angie, il 24 dicembre 2008, e riportò serenità a Java.

### Vincent Von Hansen
Vincent Von Hansen è un anziano archeologo, amico di Martin Mystère e, occasionalmente, collaboratore di Altrove (anche se questo si scoprirà solo poco prima dell'anno 2000). È anche leggendo i libri di Von Hansen che Martin Mystere decide di dedicarsi all'archeologia misteriosa, avendolo avuto come professore all'università.
È ispirato alla figura di Victor W. Von Hagen

### Professor Aldridge
Aldridge è stato un professore della New York University.
Diana fu una delle sue studentesse e se ne infatuò, nonostante la grande differenza di età.
Morì per un tumore nel 1982 e lasciò in eredità a Martin Mystère la sua Ferrari Mondial. Ne ha lasciata una seconda a Diana in testamento, ricevuta in occasione del suo matrimonio.
Ha scoperto come comunicare con l'aldilà utilizzando un apparecchio elettronico.

### Angie
Angie è una spogliarellista di night-club, sexy e svampita, che si trova regolarmente nei guai, spesso a causa di Kelly e Dee. Ha una relazione sentimentale altalenante con Max Brody, l'assistente di Chris Tower.
È stata ricalcata sulla Marilyn Monroe di A qualcuno piace caldo.
Appare in tutti gli Speciali esclusi i numeri 4, 25, 27, 28 e 29. Si trova, a volte solo come cameo, nei numeri 109, 119, 121, 171, 200, 205, 213, 241, 300, 311 e 320 della serie regolare, nel Gigante n. 12 e nell'Almanacco del Mistero 2014. Compare in Grandotèl, supplemento a Fumo di china n. 110 distribuito a Riminicomix 2003, nelle storie Gli scorridori della terra piatta, pubblicata nell'albo allegato allo speciale 27, e La congettura di Angie Sophie, pubblicata nell'albo allegato allo speciale 28. Due sono gli albi dedicati interamente a lei: Angie in: "In onda", allegato allo speciale 25, e Il segreto di Guglielmo Tell, allegato a Lady Fumetto dell'aprile 1996 e ristampato nel 22° albo della collana Martin Mystere Extra. Angie compare anche nel videogioco Martin Mystère - Operazione Dorian Gray: Martin Mystère la incontra nel night club Blue Rose, mentre si esibisce su un palco.

### Kelly e Dee
Edward Kelly e John Dee sono due truffatori inglesi, parenti degli alchimisti Edward Kelley e John Dee.
Con l'aumentare delle loro apparizioni sono stati mostrati anche altri loro altri antenati, tutti con la stessa caratterizzazione grafica ed una certa predisposizione alle attività illegali. Molte delle loro (quasi sempre losche) avventure, in cui viene sovente coinvolto Martin Mystere, hanno il via proprio grazie al ritrovamento fuori scena di oggetti o memorie scritte dei loro antenati.
Nonostante siano rappresentati in maniera comica, durante gli anni hanno dato prova di saper padroneggiare la magia e di avere vaste conoscenze esoteriche.

### Coniugi Morgan
Elmer e Evelina Morgan sono i vicini di casa di Martin Mystère.
Inizialmente erano conosciuti come John e Ann Jones, un omaggio a Mr. Jones, il vicino di casa di Paperino.

### Mary Ann Ferguson
Mary Ann Ferguson è una studiosa di medicina.
La sua figura è ispirata a quella di Marlo Morgan, scrittrice che, come lei, ha viaggiato nel deserto australiano con gli aborigeni. L'aspetto grafico, invece, all'attrice Livia Bonifazi.
Insegnava in una scuola del Bronx quando, nel giugno 1999, cominciò improvvisamente ad essere ossessionata dall'albero della vita, disegnandolo e riproducendolo in vari modi. Decise, allora, di partire per l'Australia e andare a cercarlo. Qui venne accolta da un aborigeno di nome Oota che la condusse all'albero per svolgere un rito. Durante il viaggio furono ostacolati dagli uomini di Grigorij Efimovic, un fanatico (probabilmente parente di Rasputin) che aveva progettato un attacco missilistico su nove importanti città, ma riuscirono ugualmente ad arrivare alla meta. Davanti all'albero, che aveva le sembianze di Mary Ann, si svolse il rito e si concluse con successo. Efimovic, che faceva parte di una setta che da sempre cercava di fermare il rito dell'albero, morì a causa di uno dei suoi stessi missili. Mary Ann, tornata a New York, riprese gli studi.
Nel 2001, grazie a Mr. Jinx, l'anima di Grigorij Efimovic ritornò sulla Terra nel corpo di Martin Mystère per ucciderla e vendicarsi. Mary Ann riuscì a fermarlo colpendolo quasi mortalmente: l'anima di Grigorij tornò nell'aldilà mentre quella di Martin Mystère tornò nel suo corpo che venne da lei rianimato.
In seguito Mary Ann si laureò in medicina ed entrò in un gruppo di ricerca. Nel 2026 lavorerà per Altrove che le metterà a disposizione un laboratorio al fine di trovare le cure a molte malattie incurabili. Diventerà una delle più grandi ricercatrici di sempre sconfiggendo malattie come l'AIDS e il cancro.
Il 3 maggio 2033 durante un convegno dell'Unicef verrà assassinata da un discendente di Grigorij Efimovic.

### Beverly Carter
Beverly Carter Hogan, inizialmente conosciuta come Beverly Howard, è un'archeologa amica di Martin Mystère. Ha una figlia, Laura, avuta dal matrimonio con il miliardario Klaus Hogan.
Nelle intenzioni di Castelli doveva essere la fidanzata di Martin Mystère, poi però il testimone passò a Diana e Beverly ebbe solo un ruolo secondario.

### Aaron
Aaron Goldberg è il produttore della trasmissione I Misteri di Mystère.

### Jerry
Jerry Finnegan, inizialmente conosciuto come Larry, è l'agente letterario di Martin Mystère.
È stato un compagno di scuola di Martin Mystère e Chris Tower ad Harvard ed era noto per i suoi scherzi. Una volta scoperto che Martin scriveva racconti lo aiutò a farli pubblicare sul giornale degli studenti e continuò a farlo anche dopo la scuola diventando il suo agente letterario.

## Famiglia Mystère

### Albero genealogico
|  |  |  |  |              |              |              |              |              |              |                     |                     | Rama Rundjee 1807-1898 | Rama Rundjee 1807-1898 | Rama Rundjee 1807-1898  | Rama Rundjee 1807-1898  | Rama Rundjee 1807-1898        | Rama Rundjee 1807-1898        |                               |                               | Na-indra Menon                | Na-indra Menon                | Na-indra Menon         | Na-indra Menon         | Na-indra Menon       | Na-indra Menon       |                      |                      |                      |                      |                      |                      |                     |                     |                       |                       |                       |                       |                       |                       |                  |                  |                  |                  |                  |                  |
|  |  |  |  |              |              |              |              |              |              |                     |                     | Rama Rundjee 1807-1898 | Rama Rundjee 1807-1898 | Rama Rundjee 1807-1898  | Rama Rundjee 1807-1898  | Rama Rundjee 1807-1898        | Rama Rundjee 1807-1898        |                               |                               | Na-indra Menon                | Na-indra Menon                | Na-indra Menon         | Na-indra Menon         | Na-indra Menon       | Na-indra Menon       |                      |                      |                      |                      |                      |                      |                     |                     |                       |                       |                       |                       |                       |                       |                  |                  |                  |                  |                  |                  |
|  |  |  |  |              |              |              |              |              |              |                     |                     |                        |                        |                         |                         |                               |                               |                               |                               |                               |                               |                        |                        |                      |                      |                      |                      |                      |                      |                      |                      |                     |                     |                       |                       |                       |                       |                       |                       |                  |                  |                  |                  |                  |                  |
|  |  |  |  | Lakshma Bedi | Lakshma Bedi | Lakshma Bedi | Lakshma Bedi | Lakshma Bedi | Lakshma Bedi |                     |                     |                        |                        |                         |                         | Jacques Mystère 1830 ca.-1902 | Jacques Mystère 1830 ca.-1902 | Jacques Mystère 1830 ca.-1902 | Jacques Mystère 1830 ca.-1902 | Jacques Mystère 1830 ca.-1902 | Jacques Mystère 1830 ca.-1902 |                        |                        |                      |                      |                      |                      | Sconosciuta          | Sconosciuta          | Sconosciuta          | Sconosciuta          | Sconosciuta         | Sconosciuta         |                       |                       |                       |                       |                       |                       | "Rose" 2500 ca.- | "Rose" 2500 ca.- | "Rose" 2500 ca.- | "Rose" 2500 ca.- | "Rose" 2500 ca.- | "Rose" 2500 ca.- |
|  |  |  |  | Lakshma Bedi | Lakshma Bedi | Lakshma Bedi | Lakshma Bedi | Lakshma Bedi | Lakshma Bedi |                     |                     |                        |                        |                         |                         | Jacques Mystère 1830 ca.-1902 | Jacques Mystère 1830 ca.-1902 | Jacques Mystère 1830 ca.-1902 | Jacques Mystère 1830 ca.-1902 | Jacques Mystère 1830 ca.-1902 | Jacques Mystère 1830 ca.-1902 |                        |                        |                      |                      |                      |                      | Sconosciuta          | Sconosciuta          | Sconosciuta          | Sconosciuta          | Sconosciuta         | Sconosciuta         |                       |                       |                       |                       |                       |                       | "Rose" 2500 ca.- | "Rose" 2500 ca.- | "Rose" 2500 ca.- | "Rose" 2500 ca.- | "Rose" 2500 ca.- | "Rose" 2500 ca.- |
|  |  |  |  |              |              |              |              |              |              |                     |                     |                        |                        |                         |                         |                               |                               |                               |                               |                               |                               |                        |                        |                      |                      |                      |                      |                      |                      |                      |                      |                     |                     |                       |                       |                       |                       |                       |                       |                  |                  |                  |                  |                  |                  |
|  |  |  |  |              |              |              |              |              |              |                     |                     |                        |                        |                         |                         |                               |                               |                               |                               |                               |                               |                        |                        |                      |                      |                      |                      |                      |                      |                      |                      |                     |                     |                       |                       |                       |                       |                       |                       |                  |                  |                  |                  |                  |                  |
|  |  |  |  |              |              |              |              |              |              | ? Mystère 1873-1898 | ? Mystère 1873-1898 | ? Mystère 1873-1898    | ? Mystère 1873-1898    | ? Mystère 1873-1898     | ? Mystère 1873-1898     |                               |                               | Sconosciuto                   | Sconosciuto                   | Sconosciuto                   | Sconosciuto                   | Sconosciuto            | Sconosciuto            |                      |                      | Paul Mystère 1898-   | Paul Mystère 1898-   | Paul Mystère 1898-   | Paul Mystère 1898-   | Paul Mystère 1898-   | Paul Mystère 1898-   |                     |                     | Jacques Mystère 2480- | Jacques Mystère 2480- | Jacques Mystère 2480- | Jacques Mystère 2480- | Jacques Mystère 2480- | Jacques Mystère 2480- |                  |                  |                  |                  |                  |                  |
|  |  |  |  |              |              |              |              |              |              | ? Mystère 1873-1898 | ? Mystère 1873-1898 | ? Mystère 1873-1898    | ? Mystère 1873-1898    | ? Mystère 1873-1898     | ? Mystère 1873-1898     |                               |                               | Sconosciuto                   | Sconosciuto                   | Sconosciuto                   | Sconosciuto                   | Sconosciuto            | Sconosciuto            |                      |                      | Paul Mystère 1898-   | Paul Mystère 1898-   | Paul Mystère 1898-   | Paul Mystère 1898-   | Paul Mystère 1898-   | Paul Mystère 1898-   |                     |                     | Jacques Mystère 2480- | Jacques Mystère 2480- | Jacques Mystère 2480- | Jacques Mystère 2480- | Jacques Mystère 2480- | Jacques Mystère 2480- |                  |                  |                  |                  |                  |                  |
|  |  |  |  |              |              |              |              |              |              |                     |                     |                        |                        |                         |                         |                               |                               |                               |                               |                               |                               |                        |                        |                      |                      |                      |                      |                      |                      |                      |                      |                     |                     |                       |                       |                       |                       |                       |                       |                  |                  |                  |                  |                  |                  |
|  |  |  |  |              |              |              |              |              |              |                     |                     |                        |                        | ? Mystère 1890 ca.-1948 | ? Mystère 1890 ca.-1948 | ? Mystère 1890 ca.-1948       | ? Mystère 1890 ca.-1948       | ? Mystère 1890 ca.-1948       | ? Mystère 1890 ca.-1948       |                               |                               | Sconosciuto            | Sconosciuto            | Sconosciuto          | Sconosciuto          | Sconosciuto          | Sconosciuto          |                      |                      |                      |                      |                     |                     |                       |                       |                       |                       |                       |                       |                  |                  |                  |                  |                  |                  |
|  |  |  |  |              |              |              |              |              |              |                     |                     |                        |                        | ? Mystère 1890 ca.-1948 | ? Mystère 1890 ca.-1948 | ? Mystère 1890 ca.-1948       | ? Mystère 1890 ca.-1948       | ? Mystère 1890 ca.-1948       | ? Mystère 1890 ca.-1948       |                               |                               | Sconosciuto            | Sconosciuto            | Sconosciuto          | Sconosciuto          | Sconosciuto          | Sconosciuto          |                      |                      |                      |                      |                     |                     |                       |                       |                       |                       |                       |                       |                  |                  |                  |                  |                  |                  |
|  |  |  |  |              |              |              |              |              |              |                     |                     |                        |                        |                         |                         |                               |                               |                               |                               |                               |                               |                        |                        |                      |                      |                      |                      |                      |                      |                      |                      |                     |                     |                       |                       |                       |                       |                       |                       |                  |                  |                  |                  |                  |                  |
|  |  |  |  |              |              |              |              |              |              |                     |                     |                        |                        |                         |                         |                               |                               | Mark Mystère 1912-1965        | Mark Mystère 1912-1965        | Mark Mystère 1912-1965        | Mark Mystère 1912-1965        | Mark Mystère 1912-1965 | Mark Mystère 1912-1965 |                      |                      | Laura Mystère ?-1965 | Laura Mystère ?-1965 | Laura Mystère ?-1965 | Laura Mystère ?-1965 | Laura Mystère ?-1965 | Laura Mystère ?-1965 |                     |                     |                       |                       |                       |                       |                       |                       |                  |                  |                  |                  |                  |                  |
|  |  |  |  |              |              |              |              |              |              |                     |                     |                        |                        |                         |                         |                               |                               | Mark Mystère 1912-1965        | Mark Mystère 1912-1965        | Mark Mystère 1912-1965        | Mark Mystère 1912-1965        | Mark Mystère 1912-1965 | Mark Mystère 1912-1965 |                      |                      | Laura Mystère ?-1965 | Laura Mystère ?-1965 | Laura Mystère ?-1965 | Laura Mystère ?-1965 | Laura Mystère ?-1965 | Laura Mystère ?-1965 |                     |                     |                       |                       |                       |                       |                       |                       |                  |                  |                  |                  |                  |                  |
|  |  |  |  |              |              |              |              |              |              |                     |                     |                        |                        |                         |                         |                               |                               |                               |                               |                               |                               |                        |                        |                      |                      |                      |                      |                      |                      |                      |                      |                     |                     |                       |                       |                       |                       |                       |                       |                  |                  |                  |                  |                  |                  |
|  |  |  |  |              |              |              |              |              |              |                     |                     |                        |                        |                         |                         |                               |                               |                               |                               |                               |                               | Martin Mystère 1942-   | Martin Mystère 1942-   | Martin Mystère 1942- | Martin Mystère 1942- | Martin Mystère 1942- | Martin Mystère 1942- |                      |                      | Diana Lombard 1959-  | Diana Lombard 1959-  | Diana Lombard 1959- | Diana Lombard 1959- | Diana Lombard 1959-   | Diana Lombard 1959-   |                       |                       |                       |                       |                  |                  |                  |                  |                  |                  |
|  |  |  |  |              |              |              |              |              |              |                     |                     |                        |                        |                         |                         |                               |                               |                               |                               |                               |                               | Martin Mystère 1942-   | Martin Mystère 1942-   | Martin Mystère 1942- | Martin Mystère 1942- | Martin Mystère 1942- | Martin Mystère 1942- |                      |                      | Diana Lombard 1959-  | Diana Lombard 1959-  | Diana Lombard 1959- | Diana Lombard 1959- | Diana Lombard 1959-   | Diana Lombard 1959-   |                       |                       |                       |                       |                  |                  |                  |                  |                  |                  |

#### Diana
|  |  |  |  |  |  |  |  |  |  |  |  |                      |                      |                      |                      |                      |                      |             |             |                     |                     |                     |                     |                     |                     |               |               |               |               |  |  |                          |                          |                          |                          |                          |                          |             |             |                          |                          |                          |                          |                          |                          |  |  |
|  |  |  |  |  |  |  |  |  |  |  |  |                      |                      |                      |                      |                      |                      |             |             |                     |                     |                     |                     |                     |                     |               |               |               |               |  |  |                          |                          |                          |                          |                          |                          |             |             |                          |                          |                          |                          |                          |                          |  |  |
|  |  |  |  |  |  |  |  |  |  |  |  |                      |                      |                      |                      | Sconosciuta          | Sconosciuta          | Sconosciuta | Sconosciuta | Sconosciuta         | Sconosciuta         |                     |                     | Steve Lombard       | Steve Lombard       | Steve Lombard | Steve Lombard | Steve Lombard | Steve Lombard |  |  | Zio di Diana sconosciuto | Zio di Diana sconosciuto | Zio di Diana sconosciuto | Zio di Diana sconosciuto | Zio di Diana sconosciuto | Zio di Diana sconosciuto |             |             | Zia di Diana sconosciuta | Zia di Diana sconosciuta | Zia di Diana sconosciuta | Zia di Diana sconosciuta | Zia di Diana sconosciuta | Zia di Diana sconosciuta |  |  |
|  |  |  |  |  |  |  |  |  |  |  |  |                      |                      |                      |                      | Sconosciuta          | Sconosciuta          | Sconosciuta | Sconosciuta | Sconosciuta         | Sconosciuta         |                     |                     | Steve Lombard       | Steve Lombard       | Steve Lombard | Steve Lombard | Steve Lombard | Steve Lombard |  |  | Zio di Diana sconosciuto | Zio di Diana sconosciuto | Zio di Diana sconosciuto | Zio di Diana sconosciuto | Zio di Diana sconosciuto | Zio di Diana sconosciuto |             |             | Zia di Diana sconosciuta | Zia di Diana sconosciuta | Zia di Diana sconosciuta | Zia di Diana sconosciuta | Zia di Diana sconosciuta | Zia di Diana sconosciuta |  |  |
|  |  |  |  |  |  |  |  |  |  |  |  |                      |                      |                      |                      |                      |                      |             |             |                     |                     |                     |                     |                     |                     |               |               |               |               |  |  |                          |                          |                          |                          |                          |                          |             |             |                          |                          |                          |                          |                          |                          |  |  |
|  |  |  |  |  |  |  |  |  |  |  |  | Martin Mystère 1942- | Martin Mystère 1942- | Martin Mystère 1942- | Martin Mystère 1942- | Martin Mystère 1942- | Martin Mystère 1942- |             |             | Diana Lombard 1959- | Diana Lombard 1959- | Diana Lombard 1959- | Diana Lombard 1959- | Diana Lombard 1959- | Diana Lombard 1959- |               |               |               |               |  |  |                          |                          |                          |                          | Bob Lombard              | Bob Lombard              | Bob Lombard | Bob Lombard | Bob Lombard              | Bob Lombard              |                          |                          |                          |                          |  |  |
|  |  |  |  |  |  |  |  |  |  |  |  | Martin Mystère 1942- | Martin Mystère 1942- | Martin Mystère 1942- | Martin Mystère 1942- | Martin Mystère 1942- | Martin Mystère 1942- |             |             | Diana Lombard 1959- | Diana Lombard 1959- | Diana Lombard 1959- | Diana Lombard 1959- | Diana Lombard 1959- | Diana Lombard 1959- |               |               |               |               |  |  |                          |                          |                          |                          | Bob Lombard              | Bob Lombard              | Bob Lombard | Bob Lombard | Bob Lombard              | Bob Lombard              |                          |                          |                          |                          |  |  |

### Docteur Mystère
Rama Rundjee, detto Docteur Mystère, è un avventuriero vissuto nel XIX secolo, capostipite della dinastia dei Mystère. È basato sull'omonimo personaggio creato da Paul d'Ivoi.

### Cigale
Jacques Mystère, detto Cigale, è il compagno di avventure del Docteur Mystère, da cui è stato adottato. È il bis-bisnonno di Martin Mystère.
Il nomignolo "Cigale" (Cicala) gli venne affibbiato quando lavorava in una trattoria del porto di Le Havre, forse perché cantava spesso o, più probabilmente, perché non riusciva a mettere del denaro da parte. Qui, nel 1840, incontrò Rama Rundjee e decise di seguirlo. Fu proprio Cigale a soprannominarlo "Docteur Mystère".
Durante la permanenza in India si innamorò di Lakshma Bedi, ma, non avendo un'identità legale, non poté sposarla. Fu allora che Docteur Mystère, dopo una lunga battaglia legale, lo adottò: Cigale prese il nome di Jacques Mystère (in onore di San Giacomo e per ricordare la gioventù passata in Francia) e si sposò.
Dopo un periodo trascorso a Londra, si trasferì nella tenuta di Lesser Hill e nel 1873 divenne padre del bisnonno di Martin Mystère.
Si trasferì in America verso il 1892 e conobbe una donna originaria di Lesser Hill che sposò. Nel 1898, quando la prima moglie era morta da un bel pezzo, nacque Paul Mystère.
Cigale morì nel 1902.

### Comandante Mystère
Comparso per la prima volta nello speciale fuori serie Generazioni, è il figlio di Cigale e di una tempopirata giunta nel passato che lo seduce per carpire i segreti delle scoperte del Doctour Mystère che scopre di essere incinta, una volta tornata nel XXV secolo. Il figlio diviene il capo della Polizia temporale, detta Tempolizia. Il Comandante Mystère è comparso anche in una storia breve ristampata su Martin Mystère Extra e sul numero 300.

### Paul Mystère
Paul Mystère è il prozio di Martin Mystère, a cui invia regolarmente i diari del Docteur Mystère.

### Mark Mystère
Mark Mystère è il padre di Martin Mystère.
Nel 1962 o nel 1963, durante un convegno di uomini d'affari, Mark Mystère fu avvicinato dagli Uomini in nero che si accorsero di lui a causa di un suo articolo intitolato Gli UFO minacciano l'economia e, facendo leva sulla pericolosità che il diffondersi di teorie alternative avrebbe avuto sulla civiltà, lo convinsero ad unirsi a loro. Inizialmente la sua attività fu molto limitata: scrisse alcuni articoli e accennò con ironia agli UFO durante qualche conferenza. Ciononostante i suoi affari migliorarono e in particolare, nel 1965, riuscì, dopo anni di tentativi, a firmare un contratto con una finanziaria australiana di proprietà di Patrick Sullivan, a sua volta membro dell'organizzazione. A Melbourne fece un sogno, condiviso dagli aborigeni, premonitore dell'atterraggio di un disco volante di Kundingas, extraterrestri dagli indigeni considerati dei, ma lui non lo comprese e non gli diede importanza. Qui venne contattato dal "braccio armato" degli Uomini in nero che lo condussero in elicottero ad Ayers Rock, dove, secondo il sogno, sarebbe dovuto atterrare il disco volante. Quando i pacifici alieni uscirono allo scoperto gli Uomini in nero gli spararono uccidendone alcuni e facendo scappare gli altri a bordo dell'astronave. Mark Mystère, inorridito, cercò di fermarli, ma fu immobilizzato e riportato a Melbourne da Patrick Sullivan. Era intenzionato a denunciarli tutti una volta tornato in America, ma incontrò un aborigeno che lo maledisse perché, nonostante anche lui sognasse come loro, non aveva impedito il massacro e durante il viaggio di ritorno l'aereo fu distrutto da un'esplosione. Patrick Sullivan, infatti, fece sistemare una bomba sull'aereo per evitare che la testimonianza di Mark lo facesse finire in prigione.